# ふ・た・り
『ふ・た・り』は、小学館の雑誌『週刊少年サンデー』にて1992年18号から1993年43号まで連載された漫画作品。著者は北崎拓。全6巻。

## 概要
亜衣子と羽賀の繰り出す恋愛漫画。

## あらすじ
中学3年の羽賀靖幸は、片思いしている九条亜衣子と同じ高校に行く為にレベルの高い東芦屋高校を受験する。周囲からは無謀だと言われながらも苦労して合格し、入学したら亜衣子と一緒に毎朝登校する約束をする。
しかし、卒業式の日。亜衣子は別れの手紙を残して東京に行ってしまう。体が弱く、以前にお世話になっていた主治医が離婚したことを知って追いかけていったのだった。羽賀は卒業式と高校の入学手続きをすっぽかして東京に向かった。亜衣子は一度は羽賀を冷たく突き放したが、羽賀は亜衣子のいない高校に行く意味などない、ずっと守ってやると言い、二人で東京に残る事になる。
しかし、すぐに亜衣子の父親がやってきて、羽賀も自分の父親に説得されて戻る決心をしたかに見えたが、どうしたら一人前の男になれるだろうかと考えながら姿を消してしまった。
それから一ヶ月、亜衣子は一人で高校に通う日々を送っていた。そんなある日、羽賀が吉祥寺にいる事を知った亜衣子は東京に向かうのだった。アルバイトを掛け持ちしながら、はやく一人前と認められる男になりたいと一人で生活する羽賀。紆余曲折はあったものの、また再会したふたり。亜衣子がまた家出してきた事を知った羽賀は、また同じ事の繰り返しだと言うが亜衣子の気持ちを知り、ふたりの生活がはじまった。
しばらくして亜衣子もアルバイトを始め、順調かと思われた二人の生活だったが、あるトラブルに巻き込まれ住んでいたアパートを追われる事になってしまう。身元引き受け人としてやってきたのは、亜衣子のかつての主治医の森本医師だった。羽賀は、この時に亜衣子が成人するまで生きられない体である事を初めて知る。
このままでは、また引き離されると思った羽賀は亜衣子を連れて遠くに逃げていく。道中、発作を起こした亜衣子を見て自分はなにもしてやれなかったと葛藤するが、絶対に一人にしないと決意し戻る事にした。
森本医師は、亜衣子の父親に自分のそばに引き取る事を条件に東京に残る事を承諾させる。羽賀はどうしても東京に残りたいと嘆願し、定時制の高校に通いながら、仕事をする生活。亜衣子は看護師の手伝いを初めていた。当初はマメに連絡を取り合っていたふたりだったが、徐々にすれ違うようになる。再び発作を起こす亜衣子。森本医師によりすぐに落ち着いたが、羽賀はそんな様子を見て自分なんか必要ない、と感じてしまう。
仕事にも行かなくなり、以前とすっかり変わってしまった羽賀。ある日、ふたりで住んでいたアパートが取り壊される事になった。亜衣子は、二人でお別れにいこうと羽賀に声をかけるが、羽賀は亜衣子は生きがいが見つかった。自分なんか何の役にも立たないと自暴自棄になっていた。
ある日、羽賀の部屋に亜衣子がやってきた。久しぶりに話す二人だった。羽賀は仕事がしたくて東京に残った訳じゃないと亜衣子にきつく当たってしまうが、いきいきとしている亜衣子に嫉妬していた事に気づき和解する。
心を入れ替えて新しい仕事をする羽賀。しかし亜衣子の体は日に日に悪くなっていた。手術をするなら今が最後のチャンスだと言う。そして亜衣子も看護師達が話しているのをたまたま聞いてしまい、その事実を知ってしまう。
再び発作を起こした亜衣子は入院する事になり、一週間後に手術の予定を入れた事を聞かされる。成功率は10％だという。羽賀に手術の事を告げるが、前から病気の事を知っていて黙っていた事を知り激怒し、そのまま病院から姿を消してしまう。
部屋に残されていた絵ハガキを頼りに亜衣子を探しに行き、ようやく見つけた彼女に本心を告げる羽賀。亜衣子は手術を受ける決心をした。
数年後、昔に住んでいたアパートは大きなマンションになっていた。それをしみじみと車から眺める羽賀。窓を叩く音に気がつくと、そこには看護師の仕事を終えた亜衣子の姿があった。

## 登場人物
九條 亜衣子
ヒロイン。幼い頃から身体が弱く難病を患っており、体育の授業はいつも見学している。学校を休みがちだった為、年齢は羽賀よりも1つ上。後に看護師になる。
羽賀靖幸
初期の頃は兵庫県在住。明るく、亜衣子の為になら自分を犠牲にしても尽くす男。中学はサッカー部所属。3年時は学年で下から15番目の成績だったが、猛勉強して亜衣子と同じ東芦屋高校に合格するが1度も通う事はなかった。しばらくして定時制高校に通うようになるが、卒業したかどうかは不明。家族は両親と祖母と弟。後にローディーになる。
青柳恵佑
羽賀の同級生。東京都出身。サッカーの才能を買われ、名門の京栄学園に進学するが、怪我で退学。羽賀を頼ってアパートにやってくる。
涼平
羽賀の従兄弟。八王子市在住。既婚。
森本
亜衣子の以前の主治医で片思いの相手。東京の病院に転勤している。後に亜衣子の手術の執刀医となる。
妙子
亜衣子が通う絵画教室の娘。東京都在住。大学生。姉のように慕っている。
只野武
妙子の彼氏。亜衣子に手を出そうとして羽賀の反撃に遭う。この一件が負い目を感じたのか、羽賀にアパートとアルバイト先を紹介した。
渡辺香苗
羽賀のアルバイト先の同僚。美容師の専門学校に通っている。ある事から羽賀に好意を持つ。バンドをやっている友人がいるが、関係はあまり良くない。
尾瀬潤介
アパート生活での隣の住人。羽賀と同郷。複数の女性と付き合うなどしていたが、本心では昔の彼女が忘れられないでいる。大阪に戻りバンドでのメジャーデビューを果たす。
愛子
尾瀬の昔の彼女。容姿が亜衣子に似ている。他の男性と結婚予定だったが、直前で破棄し、尾瀬とよりを戻す。
石川
尾瀬のライブの妨害をして逮捕される。出所後も警察にマークされるような危険な男。逆恨みしてアパートに押しかけてきて亜衣子や恵介に暴行をはたらく。